# Polymorphis
Polymorphis è un genere estinto di mammiferi, appartenente ai litopterni. Visse nell'Eocene superiore (circa 37 - 34 milioni di anni fa) e i suoi resti fossili sono stati ritrovati in Sudamerica.

## Descrizione
Questo animale è noto solo per fossili di denti e mandibole, ed è quindi impossibile ricostruirne fedelmente l'aspetto. Polymorphis era un litopterno di dimensioni medio-piccole, probabilmente dalla corporatura piuttosto snella. La mandibola era caratterizzata da una dentatura completa, ancora primitiva. Sui molari, il trigonide era completo; il paraconide e il metaconide erano di grandezza quasi uguale ed erano separati da una scanalatura stretta.

## Classificazione
Il genere Polymorphis venne descritto per la prima volta da Santiago Roth nel 1899, sulla base di resti fossili ritrovati in terreni dell'Eocene superiore del Lago Musters, in Argentina; la specie tipo è Polymorphis lechei, conosciuto per alcune mandibole complete. Altre specie attribuite a questo genere sono P. planus, sempre del Lago Musters, e P. alius, rinvenuto nella provincia di Chubut e inizialmente attribuito al genere Lambdaconus. 
Polymorphis, a causa della difficoltà di classificazione dovuta alle sue caratteristiche basali, è stato variamente attribuito ai proteroteriidi, ai macraucheniidi, agli sparnoteriodontidi o, più generalmente, ai litopterni. In ogni caso, sembra che questo animale, insieme ad altri generi di litopterni arcaici, abbiano fatto parte di un clade (Polymorphinae) che potrebbe essere stato ancestrale ai proteroteriidi.